# German Grigorjewitsch Okunew
German Grigorjewitsch Okunew (russisch Герман Григорьевич Окунев, wiss. Transliteration German Grigor'evič Okunev; * 14. Juni 1931 in Leningrad, Sowjetunion; † 13. Juni 1973 ebenda) war ein russischer Komponist, Pianist und Pädagoge.
Schon als Schüler wirkte er während der Blockade Leningrads an zahlreichen Konzerten für Soldaten mit, wofür er 1944 eine Auszeichnung erhielt. 1947 wurde er in die Vorschule zum Leningrader Konservatorium aufgenommen. Dort studierte er später Klavier bei Abram Logowinski sowie Komposition bei Boris Kljusner und Orest Jewlachow bis zum Abschluss 1956. Die nächsten Jahre war er in Frunse tätig, wo er sich in einer Reihe von Werken mit kirgisischer Volksmusik beschäftigte. 1961 kehrte er nach Leningrad zurück und absolvierte gemeinsam mit Kollegen wie Boris Tischtschenko eine Aspirantur bei Dmitri Schostakowitsch, der ihn auch weiterhin förderte. Ab 1964 unterrichtete er selbst als Lehrer am Konservatorium. Seine 1. Sinfonie (1962–1964) bezieht sich, ähnlich wie Schostakowitschs 7. Sinfonie, auf die Belagerung Leningrads. Die Uraufführung kam zunächst nicht zustande, weil der Komponist mit dem rebellischen Maler Michail Schemjakin befreundet war. Die erst 1966 auf Betreiben Schostakowitschs durchgesetzte Premiere des Werks wurde ein Erfolg, und Okunew bekam eine eigene Kompositionsklasse am Konservatorium zugesprochen. Doch diese wurde ihm 1968 wieder entzogen – aufgrund seiner Kontakte zu Dissidenten-Kreisen. Die 2. Sinfonie (1970), 1972 in Leningrad uraufgeführt, gilt als sein Hauptwerk. 1973 starb er an den Folgen eines tragischen Verkehrsunfalls.
Er komponierte ein Ballett, zwei Sinfonien, Konzerte für Klavier und Oboe, Orchestersuiten, Kammermusik, Klavierwerke, Lieder und Musik für Kinder. Ein weiteres, letztes, nicht abgeschlossenes Ballett nach Nikolai Gogols Der Mantel wurde von seinem Kompositionsschüler Wladimir Saposchnikow vollendet und orchestriert. Okunews Werke gerieten bald nach seinem Tod in Vergessenheit. Es gibt nur wenige, vereinzelte Aufnahmen.